# Una cita al parc
Una cita al parc (títol original en anglès, Hampstead) és una pel·lícula dramàtica britànica del 2017 dirigida per Joel Hopkins i escrita per Robert Festinger. Es basa en la vida de Harry Hallowes que va reclamar amb èxit la propietat d'una parcel·la de mitja acre de Hampstead Heath. La pel·lícula és protagonitzada per Diane Keaton, Brendan Gleeson, James Norton, Lesley Manville, Jason Watkins, Hugh Skinner i Simon Callow. La pel·lícula es va estrenar el 23 de juny de 2017 a càrrec d'Entertainment One Films. S'ha doblat al català central i al valencià.

## Repartiment
- Diane Keaton com a Emily Walters
- Brendan Gleeson com a Donald Horner
- James Norton com a Philip
- Lesley Manville com aFiona
- Jason Watkins com a James Smythe
- Phil Davis com a Fyfe
- Simon Callow com el jutge
- Alistair Petrie com a Steve Crowley
- Peter Singh com a Xavier
- Will Smith com a Leon Rowlands
- Rosalind Ayres com a Susan
- Brian Protheroe com a Rory
- Alex Gaumond com a Mark Kasdan
- Hugh Skinner com a Erik

## Producció
La història es basa en els esdeveniments de la vida real que envolten Harry Hallowes, que es va ocupar per primera vegada un espai l'any 1987 després de ser desallotjat del seu pis municipal a Highgate. Hallowes, que va morir a 88 anys el 2016, va lluitar pels drets legals per posseir la terra on havia construït el seu refugi argumentant que n'havia guanyat la propietat per possessió adversa. Finalment, se li va concedir el títol de 7.000 peus quadrats (0.6503 m2).
El 20 d'octubre de 2015 Diane Keaton i Brendan Gleeson es van unir al repartiment de la pel·lícula. El 13 de maig de 2016 Lesley Manville, James Norton, Jason Watkins i Simon Callow s'hi van afegir. El rodatge principal va començar el 22 de maig de 2016.